# Crockett Cup (2024)
Crockett Cup 2024 es un evento pago por visión de lucha libre profesional producido por National Wrestling Alliance. Tendrá lugar el 18 de mayo de 2024 desde el Teatro OC en Winston-Salem, Texas.

## Resultados
- Dark Match:
- Dark Match: Kylie Paige derrotó a Miss Star.
- Dark Match:
- The Immortals (Kratos & Odinson) derrotaron a Daisy Kill & Talos (con Vampiro) en los cuartos de final del Torneo por la Copa Crockett, avanzando a la SemiFinal. (8:30)
- Tiffany Nieves & Reka Tehaka derrotaron a La Rosa Negra & Ruthie Jay ganando una oportunidad por los Campeonatos Mundiales Femeninos en Parejas de NWA más en esa misma noche. (8:43)
  - Tehaka cubrió a Jay después de aplicarle un «PowerBomb».
- The Southern Six (Alex Taylor & Kerry Morton) (con Ricky Morton) derrotaron a The Country Gentlemen (AJ Cazana & KC Cazana) (con Joe Cazana) en los cuartos de final del Torneo por la Copa Crockett, avanzando a la SemiFinal. (5:47)
  - Kerry cubrió a KC después un «Jumping Knee» en conjunto con Taylor.
- Mike Knox & Trevor Murdoch derrotaron a The Looks That Kill (Bryan Idol & Natalia Markova) en los cuartos de final del Torneo por la Copa Crockett, avanzando a la SemiFinal. (7:32)
  - Knox cubrió a Bryan después de aplicarle un «High Low» en conjunto con Murdoch.
- Joe Alonzo (c) derrotó a Jack Cartwheel y retuvo el Campeonato Mundial Peso Júnior Pesado de NWA. (8:01)
  - Alonzo cubrió a Cartwheel después de aplicarle un «Joey Special».
- Blunt Force Trauma (Carnage & Damage) (con Aron Stevens) derrotaron a Judais & Max The Impaler (con Father James Mitchell) en los cuartos de final del Torneo por la Copa Crockett, avanzando a la SemiFinal. (5:34)
  - Carnage cubrió a Judais después de un «Elbow Drop» de Damage.
- Slade (con Rolando) derrotó a Eric Smalls en un Grab The Jewels Ladder Match (12:15)
  - Slade ganó la lucha al descolgar la bolsita de joyas.
  - Durante el combate, Rolando interfirió a favor de Slade, pero salieron a contraatacar a Rolando & Slade.
  - Originalmente, Rolando se iba a enfrentar a Smalls pero fue reemplazado por Slade debido a una lesión de codo.
  - Como consecuencia, Slade puede darle un golpe bajo a Smalls.
  - Este combate fue emitido el 2 de julio.
- Thom Latimer (c) derrotó a Zyon (con Austin Idol) y retuvo el Campeonato Nacional Peso Pesado de NWA(10:17)
  - Latimer cubrió a Zyon con un «Pop-Up PowerBomb».
  - Este combate fue emitido el 2 de julio.
- The Southern Six (Alex Taylor & Kerry Morton) (con Ricky Morton) derrotaron a Mike Knox & Trevor Murdoch (5:38).[2]
  - Kerry cubrió a Murdoch con ayuda de Ricky.
  - Durante el combate, Ricky interfirió a favor de Southern 6.
  - Este combate fue emitido el 2 de julio.
- The Immortals (Kratos & Odinson) derrotaron a Blunt Force Trauma (Carnage & Damage) (con Aron Stevens) en la Semifinal del Torneo por la Copa Crockett, avanzando a la Final. (6:12)
  - Kratos cubrió a Damage después de un «Glove Loaded Punch» accidental de Stevens.
  - Este combate fue emitido el 9 de julio.
- Baron Von Storm (con Jax Dane) derrotó a Mims (con BLK Jeez) por rendición.(6:03)
  - Storm forzó a Mims a rendirse con un «Claw».
  - Este combate fue emitido el 9 de julio.
- Kenzie Paige (con Kylie Paige) (c) derrotó a Ella Envy (con Miss Starr) y retuvo el Campeonato Mundial Femenino de NWA (9:27).[3]
  - Kenzie cubrió a Envy después de aplicarle un «Kenzie Cutter».
  - Este combate fue emitido el 9 de julio.
- The King Bees (Charity King & Danni Bee) (c) derrotaron a Reka Tehaka & Tiffany Nieves reteniendo los Campeonatos Mundiales Femeninos en Parejas de NWA (8:34).
  - Bee cubrió a Tehaka después un «King's Kiss» de King.
  - Este combate fue emitido el 16 de julio.
- EC3 (c) derrotó a Sam Adonis y retuvo el Campeonato Mundial Peso Pesado de NWA. (9:17)
  - EC3 cubrió a Adonis después de aplicarle un «Double UnderHook Pildriver».
  - Este combate fue emitido el 16 de julio.
- The Southern Six (Alex Taylor & Kerry Morton) (con Ricky Morton) derrotaron a The Immortals (Kratos & Odinson) en la Final del Torneo ganando la Copa Crockett 2024. (11:43)[4]
  - Taylor cubrió a Edinson con un «Victory Roll-Pin» después de un «Low Blow» de Kerry.
  - Este combate fue emitido el 16 de julio.

## Torneo
|  | Primera Ronda                            | Primera Ronda                                             | Primera Ronda                               |                                             |                                                    | Cuartos de final                                   | Cuartos de final                           | Cuartos de final                           |  |                                             | Semifinales                                 | Semifinales                              | Semifinales                              |  |                                  | Final                                 | Final                                 | Final                                 |  |
|  | NWA Powerrr (Emitido el 21 y 28 de mayo) | NWA Powerrr (Emitido el 21 y 28 de mayo)                  | NWA Powerrr (Emitido el 21 y 28 de mayo)    |                                             |                                                    | Crockett Cup (Emitido el 18 y 25 de junio)         | Crockett Cup (Emitido el 18 y 25 de junio) | Crockett Cup (Emitido el 18 y 25 de junio) |  |                                             | Crockett Cup (Emitido el 2 y 9 de julio)    | Crockett Cup (Emitido el 2 y 9 de julio) | Crockett Cup (Emitido el 2 y 9 de julio) |  |                                  | Crockett Cup (Emitido el 16 de julio) | Crockett Cup (Emitido el 16 de julio) | Crockett Cup (Emitido el 16 de julio) |  |
|  |                                          |                                                           |                                             |                                             |                                                    |                                                    |                                            |                                            |  |                                             |                                             |                                          |                                          |  |                                  |                                       |                                       |                                       |  |
|  |                                          |                                                           |                                             |                                             |                                                    |                                                    |                                            |                                            |  |                                             |                                             |                                          |                                          |  |                                  |                                       |                                       |                                       |  |
|  | 1                                        | Blunt Force Trauma (Carnage & Damage)                     | Pin                                         |                                             |                                                    |                                                    |                                            |                                            |  |                                             |                                             |                                          |                                          |  |                                  |                                       |                                       |                                       |  |
|  | 1                                        | Blunt Force Trauma (Carnage & Damage)                     | Pin                                         |                                             |                                                    |                                                    |                                            |                                            |  |                                             |                                             |                                          |                                          |  |                                  |                                       |                                       |                                       |  |
|  | 16                                       | The Cheese & Mike Orlando                                 | 4:51                                        |                                             |                                                    |                                                    |                                            |                                            |  |                                             |                                             |                                          |                                          |  |                                  |                                       |                                       |                                       |  |
|  | 16                                       | The Cheese & Mike Orlando                                 | 4:51                                        |                                             | Blunt Force Trauma (Carnage & Damage)              | Blunt Force Trauma (Carnage & Damage)              | Pin                                        |                                            |  |                                             |                                             |                                          |                                          |  |                                  |                                       |                                       |                                       |  |
|  |                                          |                                                           |                                             |                                             | Blunt Force Trauma (Carnage & Damage)              | Blunt Force Trauma (Carnage & Damage)              | Pin                                        |                                            |  |                                             |                                             |                                          |                                          |  |                                  |                                       |                                       |                                       |  |
|  |                                          |                                                           | Judais & Max The Impaler                    | Judais & Max The Impaler                    | 5:34                                               |                                                    |                                            |                                            |  |                                             |                                             |                                          |                                          |  |                                  |                                       |                                       |                                       |  |
|  | 9                                        | The Fixers (Jay Bradley & Wrecking Ball Legursky)         | Judais & Max The Impaler                    | Judais & Max The Impaler                    | 5:34                                               | 10:00                                              |                                            |                                            |  |                                             |                                             |                                          |                                          |  |                                  |                                       |                                       |                                       |  |
|  | 9                                        | The Fixers (Jay Bradley & Wrecking Ball Legursky)         |                                             |                                             |                                                    |                                                    |                                            |                                            |  |                                             |                                             |                                          |                                          |  |                                  |                                       |                                       |                                       |  |
|  | 8                                        | Judais & Max the Impaler                                  | Pin                                         |                                             |                                                    |                                                    |                                            |                                            |  |                                             |                                             |                                          |                                          |  |                                  |                                       |                                       |                                       |  |
|  | 8                                        | Judais & Max the Impaler                                  | Pin                                         |                                             |                                                    |                                                    |                                            |                                            |  | Blunt Force Trauma (Carnage & Damage)       | Blunt Force Trauma (Carnage & Damage)       | 6:12                                     |                                          |  |                                  |                                       |                                       |                                       |  |
|  |                                          |                                                           |                                             |                                             |                                                    |                                                    |                                            |                                            |  | Blunt Force Trauma (Carnage & Damage)       | Blunt Force Trauma (Carnage & Damage)       | 6:12                                     |                                          |  |                                  |                                       |                                       |                                       |  |
|  |                                          |                                                           | The Immortals {Kratos & Odinson)            | The Immortals {Kratos & Odinson)            | Pin                                                |                                                    |                                            |                                            |  |                                             |                                             |                                          |                                          |  |                                  |                                       |                                       |                                       |  |
|  | 5                                        | Daisy Kill & Talos                                        | The Immortals {Kratos & Odinson)            | The Immortals {Kratos & Odinson)            | Pin                                                | Pin                                                |                                            |                                            |  |                                             |                                             |                                          |                                          |  |                                  |                                       |                                       |                                       |  |
|  | 5                                        | Daisy Kill & Talos                                        |                                             |                                             |                                                    |                                                    |                                            |                                            |  |                                             |                                             |                                          |                                          |  |                                  |                                       |                                       |                                       |  |
|  | 12                                       | The Stew Crew (Dylan Stewart & Zach Stewart)              | 6:06                                        |                                             |                                                    |                                                    |                                            |                                            |  |                                             |                                             |                                          |                                          |  |                                  |                                       |                                       |                                       |  |
|  | 12                                       | The Stew Crew (Dylan Stewart & Zach Stewart)              | 6:06                                        |                                             | Daisy Kill & Talos                                 | Daisy Kill & Talos                                 | 8:30                                       |                                            |  |                                             |                                             |                                          |                                          |  |                                  |                                       |                                       |                                       |  |
|  |                                          |                                                           |                                             |                                             | Daisy Kill & Talos                                 | Daisy Kill & Talos                                 | 8:30                                       |                                            |  |                                             |                                             |                                          |                                          |  |                                  |                                       |                                       |                                       |  |
|  |                                          |                                                           | The Immortals {Kratos & Odinson)            | The Immortals {Kratos & Odinson)            | Pin                                                |                                                    |                                            |                                            |  |                                             |                                             |                                          |                                          |  |                                  |                                       |                                       |                                       |  |
|  | 13                                       | The Immortals {Kratos & Odinson)                          | The Immortals {Kratos & Odinson)            | The Immortals {Kratos & Odinson)            | Pin                                                | Pin                                                |                                            |                                            |  |                                             |                                             |                                          |                                          |  |                                  |                                       |                                       |                                       |  |
|  | 13                                       | The Immortals {Kratos & Odinson)                          |                                             |                                             |                                                    |                                                    |                                            |                                            |  |                                             |                                             |                                          |                                          |  |                                  |                                       |                                       |                                       |  |
|  | 4                                        | The Kidz (Alexander Lev & Jackson Drake)                  | 6:50                                        |                                             |                                                    |                                                    |                                            |                                            |  |                                             |                                             |                                          |                                          |  |                                  |                                       |                                       |                                       |  |
|  | 4                                        | The Kidz (Alexander Lev & Jackson Drake)                  | 6:50                                        |                                             |                                                    |                                                    |                                            |                                            |  |                                             |                                             |                                          |                                          |  | The Immortals {Kratos & Odinson) | The Immortals {Kratos & Odinson)      | 11:43                                 |                                       |  |
|  |                                          |                                                           |                                             |                                             |                                                    |                                                    |                                            |                                            |  |                                             |                                             |                                          |                                          |  | The Immortals {Kratos & Odinson) | The Immortals {Kratos & Odinson)      | 11:43                                 |                                       |  |
|  |                                          |                                                           | The Southern 6 (Alex Taylor & Kerry Morton) | The Southern 6 (Alex Taylor & Kerry Morton) | Pin                                                |                                                    |                                            |                                            |  |                                             |                                             |                                          |                                          |  |                                  |                                       |                                       |                                       |  |
|  | 3                                        | The Savages of Samoa (L.A. Smooth & Ativalu)              | The Southern 6 (Alex Taylor & Kerry Morton) | The Southern 6 (Alex Taylor & Kerry Morton) | Pin                                                | 11:15                                              |                                            |                                            |  |                                             |                                             |                                          |                                          |  |                                  |                                       |                                       |                                       |  |
|  | 3                                        | The Savages of Samoa (L.A. Smooth & Ativalu)              |                                             |                                             |                                                    |                                                    |                                            |                                            |  |                                             |                                             |                                          |                                          |  |                                  |                                       |                                       |                                       |  |
|  | 14                                       | The Country Gentlemen (AJ Cazana & KC Cazana)             | Pin                                         |                                             |                                                    |                                                    |                                            |                                            |  |                                             |                                             |                                          |                                          |  |                                  |                                       |                                       |                                       |  |
|  | 14                                       | The Country Gentlemen (AJ Cazana & KC Cazana)             | Pin                                         |                                             | The Country Gentlemen (AJ Cazana & KC Cazana)      | The Country Gentlemen (AJ Cazana & KC Cazana)      | 5:47                                       |                                            |  |                                             |                                             |                                          |                                          |  |                                  |                                       |                                       |                                       |  |
|  |                                          |                                                           |                                             |                                             | The Country Gentlemen (AJ Cazana & KC Cazana)      | The Country Gentlemen (AJ Cazana & KC Cazana)      | 5:47                                       |                                            |  |                                             |                                             |                                          |                                          |  |                                  |                                       |                                       |                                       |  |
|  |                                          |                                                           | The Southern 6 (Kerry Morton & Alex Taylor) | The Southern 6 (Kerry Morton & Alex Taylor) | Pin                                                |                                                    |                                            |                                            |  |                                             |                                             |                                          |                                          |  |                                  |                                       |                                       |                                       |  |
|  | 11                                       | The Southern 6 (Kerry Morton & "Thrillbilly" Silas Mason) | The Southern 6 (Kerry Morton & Alex Taylor) | The Southern 6 (Kerry Morton & Alex Taylor) | Pin                                                | Pin                                                |                                            |                                            |  |                                             |                                             |                                          |                                          |  |                                  |                                       |                                       |                                       |  |
|  | 11                                       | The Southern 6 (Kerry Morton & "Thrillbilly" Silas Mason) |                                             |                                             |                                                    |                                                    |                                            |                                            |  |                                             |                                             |                                          |                                          |  |                                  |                                       |                                       |                                       |  |
|  | 6                                        | The Slimeballz (Sage Chantz & Tommy Rant)                 | 6:51                                        |                                             |                                                    |                                                    |                                            |                                            |  |                                             |                                             |                                          |                                          |  |                                  |                                       |                                       |                                       |  |
|  | 6                                        | The Slimeballz (Sage Chantz & Tommy Rant)                 | 6:51                                        |                                             |                                                    |                                                    |                                            |                                            |  | The Southern 6 (Alex Taylor & Kerry Morton) | The Southern 6 (Alex Taylor & Kerry Morton) | Pin                                      |                                          |  |                                  |                                       |                                       |                                       |  |
|  |                                          |                                                           |                                             |                                             |                                                    |                                                    |                                            |                                            |  | The Southern 6 (Alex Taylor & Kerry Morton) | The Southern 6 (Alex Taylor & Kerry Morton) | Pin                                      |                                          |  |                                  |                                       |                                       |                                       |  |
|  |                                          |                                                           | Mike Knox & Trevor Murdoch                  | Mike Knox & Trevor Murdoch                  | 5:38                                               |                                                    |                                            |                                            |  |                                             |                                             |                                          |                                          |  |                                  |                                       |                                       |                                       |  |
|  | 7                                        | Jax Dane & Tim Storm                                      | Mike Knox & Trevor Murdoch                  | Mike Knox & Trevor Murdoch                  | 5:38                                               | 5:18                                               |                                            |                                            |  |                                             |                                             |                                          |                                          |  |                                  |                                       |                                       |                                       |  |
|  | 7                                        | Jax Dane & Tim Storm                                      |                                             |                                             |                                                    |                                                    |                                            |                                            |  |                                             |                                             |                                          |                                          |  |                                  |                                       |                                       |                                       |  |
|  | 10                                       | The Looks That Kill (Bryan Idol & Natalia Markova)        | DQ                                          |                                             |                                                    |                                                    |                                            |                                            |  |                                             |                                             |                                          |                                          |  |                                  |                                       |                                       |                                       |  |
|  | 10                                       | The Looks That Kill (Bryan Idol & Natalia Markova)        | DQ                                          |                                             | The Looks That Kill (Bryan Idol & Natalia Markova) | The Looks That Kill (Bryan Idol & Natalia Markova) | 7:32                                       |                                            |  |                                             |                                             |                                          |                                          |  |                                  |                                       |                                       |                                       |  |
|  |                                          |                                                           |                                             |                                             | The Looks That Kill (Bryan Idol & Natalia Markova) | The Looks That Kill (Bryan Idol & Natalia Markova) | 7:32                                       |                                            |  |                                             |                                             |                                          |                                          |  |                                  |                                       |                                       |                                       |  |
|  |                                          |                                                           | Mike Knox & Trevor Murdoch                  | Mike Knox & Trevor Murdoch                  | Pin                                                |                                                    |                                            |                                            |  |                                             |                                             |                                          |                                          |  |                                  |                                       |                                       |                                       |  |
|  | 15                                       | Mike Knox & Trevor Murdoch                                | Mike Knox & Trevor Murdoch                  | Mike Knox & Trevor Murdoch                  | Pin                                                | Pin                                                |                                            |                                            |  |                                             |                                             |                                          |                                          |  |                                  |                                       |                                       |                                       |  |
|  | 15                                       | Mike Knox & Trevor Murdoch                                |                                             |                                             |                                                    |                                                    |                                            |                                            |  |                                             |                                             |                                          |                                          |  |                                  |                                       |                                       |                                       |  |
|  | 2                                        | The Miserably Faithful (Gaagz the Gymp & Sal Vation)      | 6:01                                        |                                             |                                                    |                                                    |                                            |                                            |  |                                             |                                             |                                          |                                          |  |                                  |                                       |                                       |                                       |  |
|  | 2                                        | The Miserably Faithful (Gaagz the Gymp & Sal Vation)      | 6:01                                        |                                             |                                                    |                                                    |                                            |                                            |  |                                             |                                             |                                          |                                          |  |                                  |                                       |                                       |                                       |  |
|  |                                          |                                                           |                                             |                                             |                                                    |                                                    |                                            |                                            |  |                                             |                                             |                                          |                                          |  |                                  |                                       |                                       |                                       |  |